# Cula Zătreanu
Cula Zătreanu este un monument de arhitectură din satul Zătreni (aflat în comuna omonimă din județul Vâlcea).
În 1754, Radu Zătreanu a construit în apropierea Bisericii Sfântul Nicolae o locuință, numită în prezent Cula Zătreanu. Este o locuință feudală fortificată, ridicată pe un beci boltit semicircular, cu ferestre de tragere și ziduri groase de 80 de cm. Camerele de locuire sunt așezate la primul și al doilea nivel. La ultimul nivel se păstrează holurile originare cu bolți semicilindrice, încăperi cu bolți mănăstirești și un foișor cu stâlpi de cărămidă și arcade trilobate, cu o largă perspectivă asupra văii Oltețului.

## Monument istoric
Lista 1991-1992: 39B0373;
Lista 2010: cod LMI VL-II-m-B-09977.
Datare: 1754, adăugiri sec. XX. Categorie valorică B.